# Гурлов, Иван Васильевич
Иван Васильевич Гурлов (род. 9 июня 1935) — советский хоккеист, защитник. Доцент ЛИИЖТ.

## Биография
Родом из Арзамаса, обучался хоккею в команде ЛИИЖТ у Евгения Дзеярского. Всю карьеру в командах мастеров — шесть сезонов — провёл в ЛИИЖТе (1956/57 — 1961/62), был капитаном команды. В чемпионате СССР выступал в сезонах 1959/60 — 1961/62.
Окончил ЛИИЖТ. Доцент. Диссертация «Анализ переходных процессов в автоматизированном электроприводе катковой станции». Соавтор ряда патентов.

## Достижения
- Серебряный призёр хоккейного турнира зимней Универсиады 1962.
- Чемпион РСФСР 1958.
- Обладатель «Кубка Бухареста» — 1961[3]